# Рабштинський замок
Рабштинський замок (пол. Zamek w Rabsztynie) —руїни замку, побудованого на Рабштинському пагорбі  (447,5 м) на Краківсько-Ченстоховській височині в селі Рабштин в гміні Олькуш Олькуського повіту Малопольського воєводства в Польщі. Замок належить до системи замків, що відома під назвою так званих Орлиних гнізд. 
Із Рабштином пов’язана родина українського гетьмана Оліфера Голуба, адже його кузен — Гаврило Голубок, свого часу керував тут замковою залогою.   

## Історія

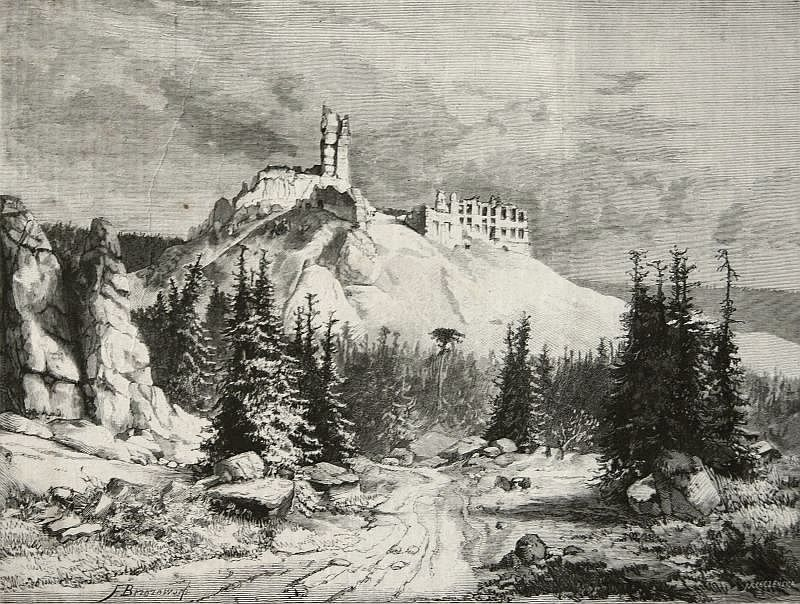
Руїни Рабштинського замку. Ксилографія Юзефи Клеченської на основі малюнку Фелікса Бжозовського, 1879 рік

Назва замку найбільш ймовірно походить від нім. Rabestein — круча скеля.  
Первісний замок, згадки про який датуються XIII століттям, був дерев’яним. Мурований замок на його місці було побудовано за часів Казимира Великого. Король Людовик Угорський подарував замок князю Владиславу Опольському разом з іншими об'єктами. Після повернення замку від нього, Владислав Ягайло передав замок у заставу за борги Спиткові II Мельштинському гербу Леліва. У 1439 році, син Спитка, який мав таке ж ім'я, як і батько — Спитко III Мельштинський, створив польську гуситську конфедерацію Краківського єпископа Збігнева Олесницького. Після нападу на Королівську раду в Новому Корчині він зазнав поразки та загинув у битві під Ґротниками. Його майно, разом із замком, було конфісковано у 1441 році до королівської скарбниці. Пізніше як віно Ядвіги з Ксьонжа, майно перейшло у володіння Анджея Тенчинського. У 1442 році за бажанням короля він мав зміцнити замок. За участь у вбивстві Анджея Течинського, за допомогою його брата Яна Тенчинського з Рабштина, тут відбував покарання Мартин Белза, один із краківських радників. На початку XVI століття замок опинився у володінні Бонерів, які впродовж трьох поколінь обіймали посади рабштинських старост. У 1573 році у Северина Бонера тут гостював король Генріх Валуа. У 1587 році керівником замкової залоги був майбутній кошовий отаман Війська Запорозького низового Гаврило Голубок, який спершу відбив атаку військ прихильників Габсбургів, під керівництвом Яна Зборовського а пізніше розгромив відділ, який йшов на підмогу австрійським військам з запасами живності та амуніції.   
У 1592 році замок черговим старостою замку став Миколай Вольський, а потім Великий маршалок коронний Зигмунт Мишковський. Ймовірно, що останній, на початку XVII століття, розбудував замок у стилі ренесансу. Біля підніжжя верхнього замку було побудовано нижній замок із двоповерховим палацом, що мав три крила, в якому було 40 кімнат. Весь комплекс було відокремлено від решти пагорба муром із надбрамною вежею та глибоким ровом, однак замок уже частково втратив свій оборонний характер у зв’язку з розвитком вогнепальної зброї. 
Під час Шведського потопу у 1657 році шведські війська, що відступали, розграбували і знищили замок, про що свідчить люстрація з 1660 року. Після того замок більше не відбудовували. Його ще частково використовували до початку XIX століття, після чого його було покинуто. У другій половині XIX століття шукачі скарбів підірвали єдину вцілілу частину замку — вежу та мури нижнього замку. 

## Сучасний стан
У замку проходять щорічні лицарські турніри. Після часткової реконструкції замку, яка тривала кілька років, у 2009 році було введено в експлуатацію сторожову вежу та головну браму. 

## Замок у мистецтві
Руїни замку з'явилися у фільмі режисера Джакомо Баттіато "Кароль. Людина, що стала папою". 

## Світлини

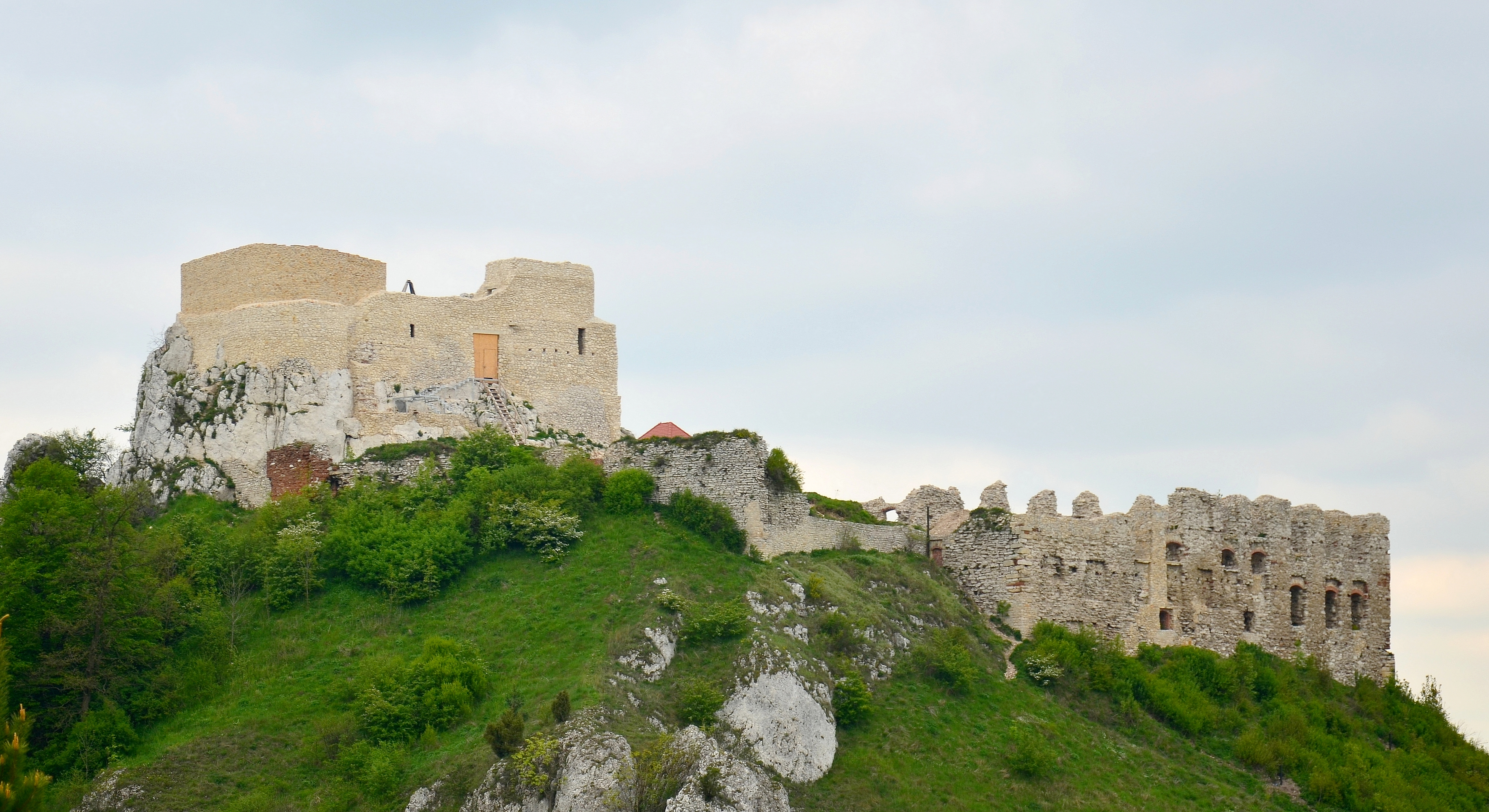
Вигляд замку з південного заходу
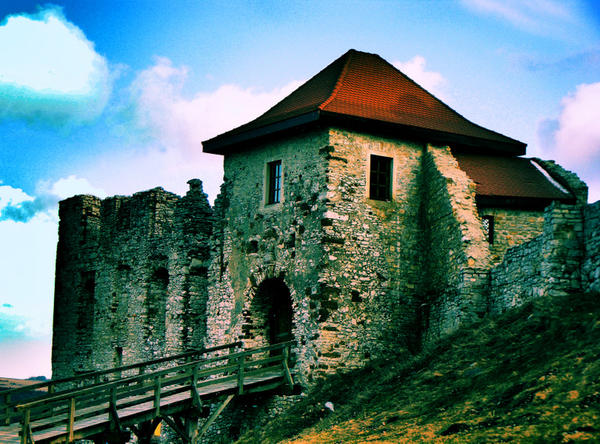
В'їзна брама
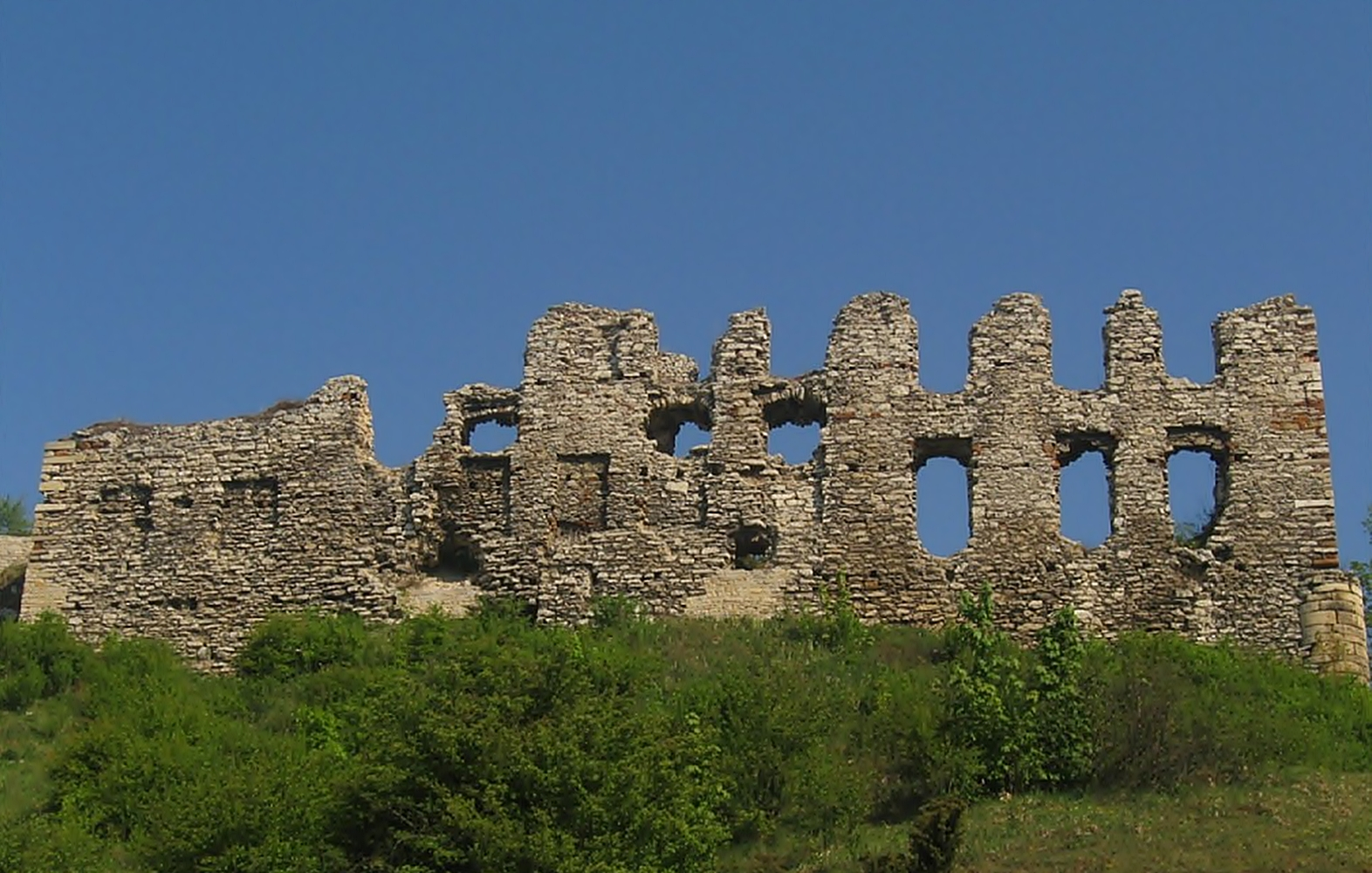
Замкові мури
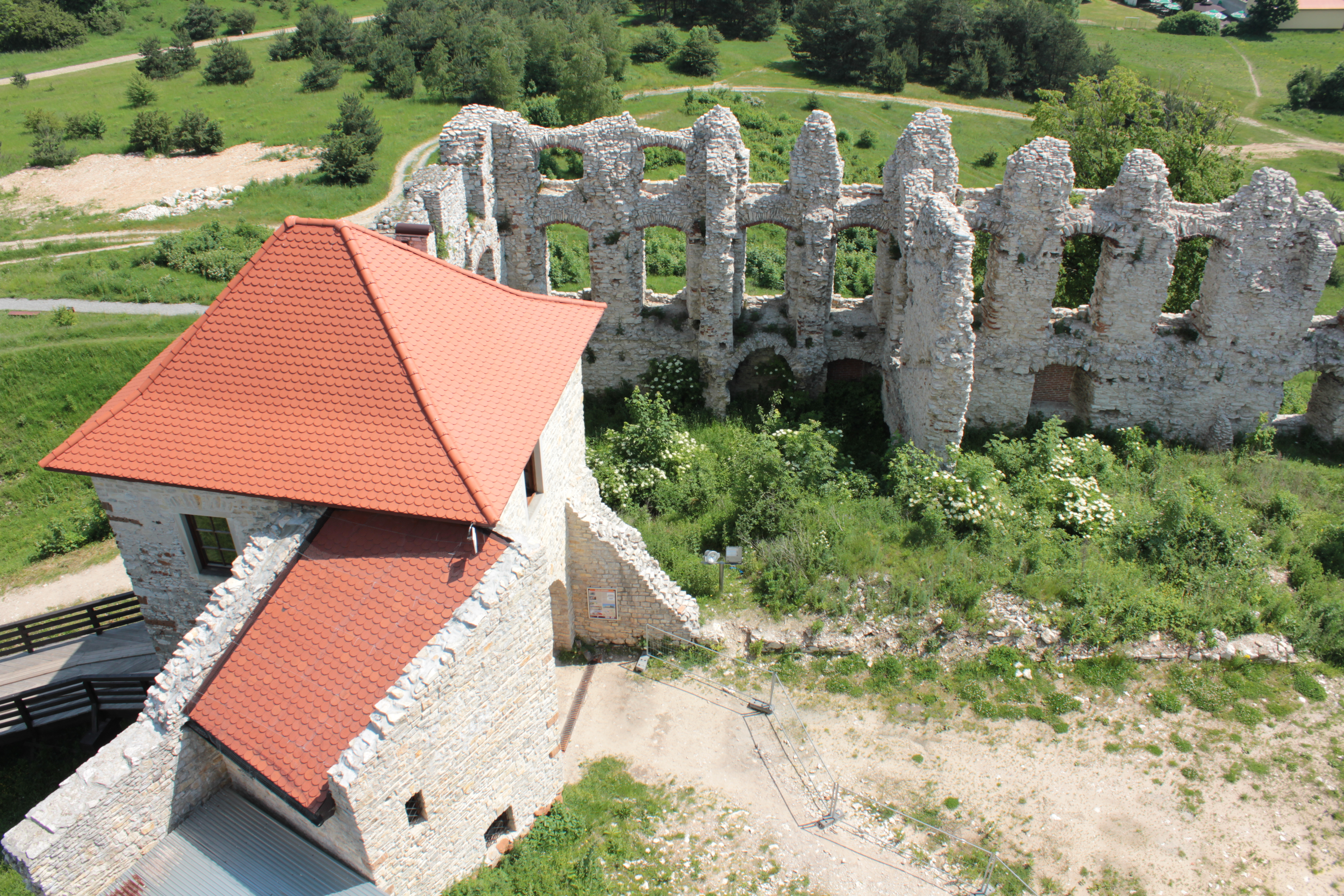
Вигляд з вежі
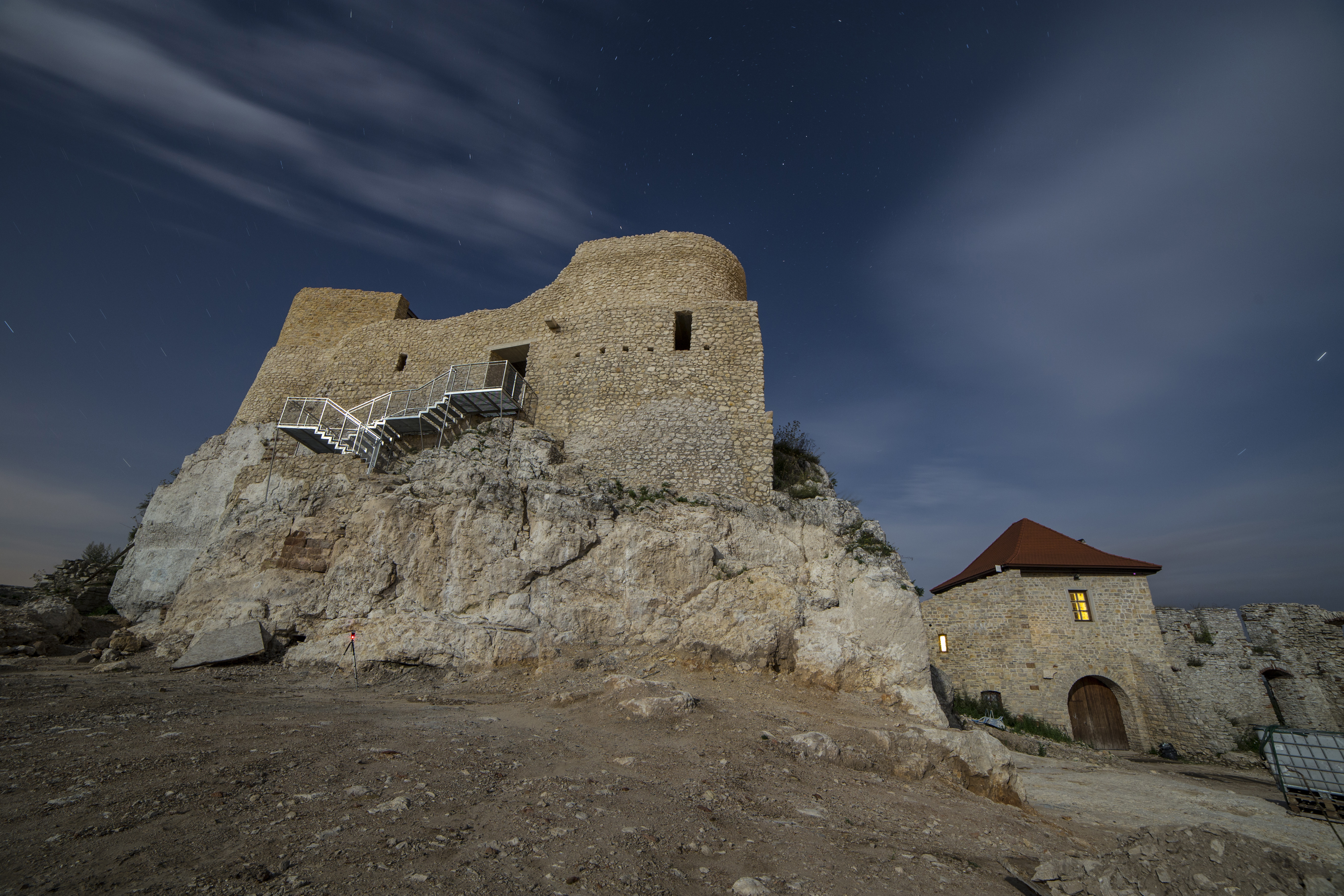
Замкова вежа
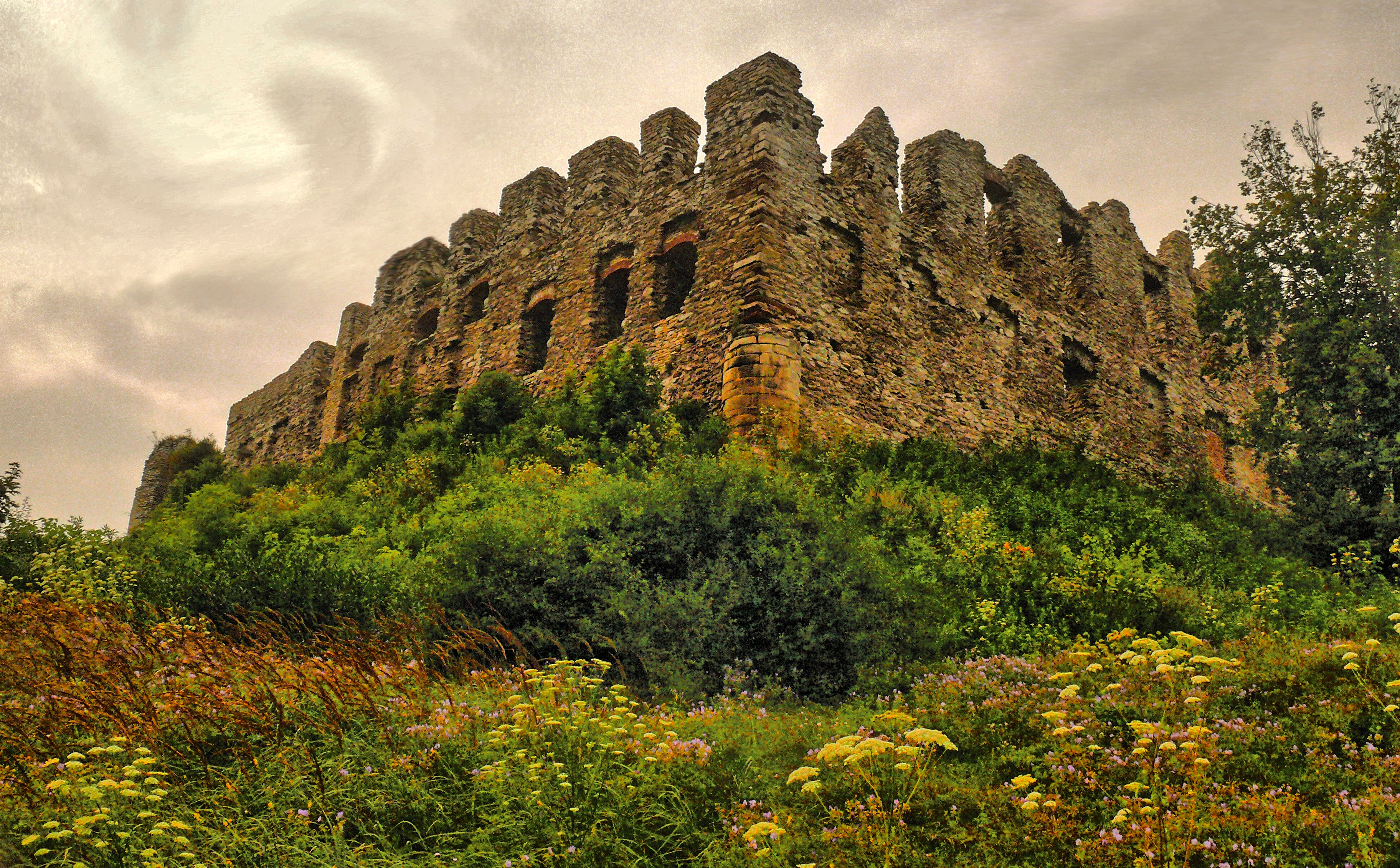
Вигляд біля підніжжя вежі